# Monument des signataires

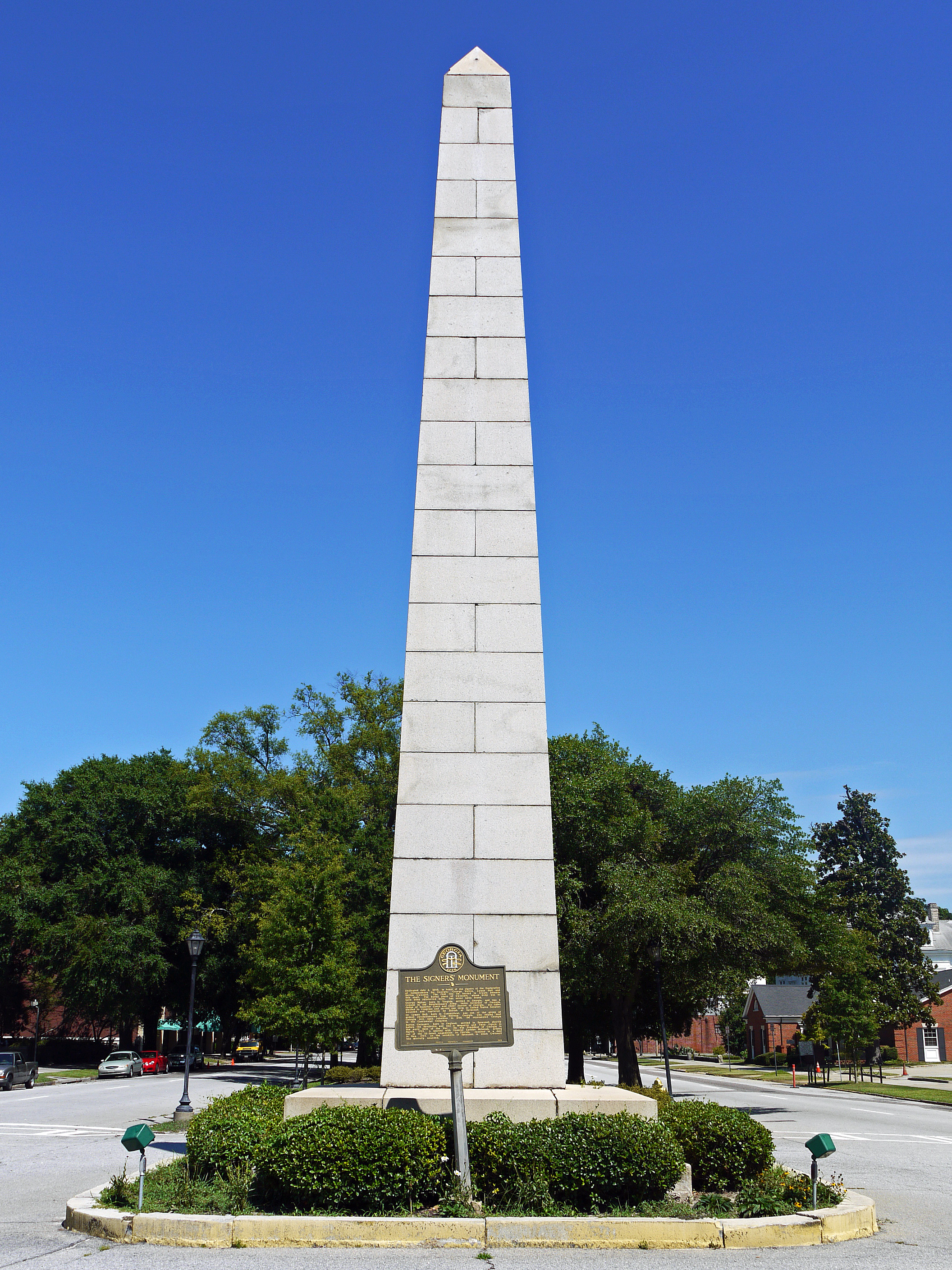
Monument des signataires

Le monument des signataires (anglais : Signers Monument) est un obélisque de granit situé à Augusta, en Géorgie, aux États-Unis. Il a été construit en hommage aux trois signataires de la Déclaration d'indépendance des États-Unis qui représentaient la Géorgie : Button Gwinnett, Lyman Hall et George Walton.

## Description
Le monument est situé sur Green Street, devant l'Augusta Municipal Center qui était en 1848 l'hôtel de ville. C'est un obélisque de granit, large de 3,6 mètres à sa base et culminant à une hauteur de 15 mètres. Un bloc de marbre est inséré dans la face côté sud sur lequel sont gravés le blason de la Géorgie et les noms Button Gwinnett, Lyman Hall et George Walton. Il a été conçu par Robert French et érigé en 1848.

## Réenterrement des signataires
Il était dans l'intention des citoyens de construire ce monument afin d'y enterrer les trois signataires géorgiens et de perpétuer leur mémoire. Un comité a été nommé pour ouvrir les tombes et diriger le déplacement et le réenterrement de leur corps.
Le cas de Lyman Hall fut très facile. Son tombeau dans sa plantation dans le comté de Burke a été marqué et ses restes facilement identifiés.
Le comité eut plus de mal à trouver le corps de George Walton. Bien que le lieu de sa tombe ait pu être identifié, aucune pierre ne marquait l'endroit précis dans sa plantation de Rosney, à environ 17 kilomètres d'Augusta. Une recherche poussée fut couronnée de succès. Le fémur droit prouva que le colonel Walton avait été touché à la cuisse, tombé de son cheval en décembre 1778 et capturé par l'ennemie pendant l'assaut du colonel Archibald Campbell et après la prise de Savannah.
Les restes de Hall et Walton ont été retirés de leurs tombes respectives et enterrés à nouveau sous le monument.
Par contre, il a été impossible de trouver les restes de Button Gwinnett. Il est mort à Savannah en 1777 d'une blessure infligée par le général Lachlan McIntosh lors d'un duel au pistolet à la courte distance de quatre pas. On pensait que Gwinnett avait été enterré dans le vieux cimetière de South Broad Street à Savannah, mais aucune pierre tombale ne fut trouvée et personne ne put indiquer l'endroit de sa tombe.

## Hommage
Quand il fut achevé, l'obélisque eut droit à une cérémonie, qui eut lieu le 4 juillet 1848. Le juge William T. Gould prononça le discours solennel et les cérémonies maçonniques furent conduites par l'honorable William C. Dawson, grand maître de la loge de Géorgie.
Gwinnett était Anglais, Hall était originaire du Connecticut et Walton était Virginien. Cependant, la Géorgie les revendique fièrement comme ses fils adoptifs et la ville d'Augusta par ce mémorial témoigne, sous forme durable, la reconnaissance sincère de leurs services à la cause de liberté.

## Source
- (en) Cet article est partiellement ou en totalité issu de l’article de Wikipédia en anglais intitulé « Signers Monument » (voir la liste des auteurs).

Sur les autres projets Wikimedia :
- Signers Monument, sur Wikimedia Commons